# فرد رويز كاسترو
فرد رويز كاسترو هو قاضي فلبيني، ولد في 2 سبتمبر 1914 في لاواغ في الفلبين، وتوفي في 19 أبريل 1979.